# Tetraponera ophthalmica
Tetraponera ophthalmica is een mierensoort uit de onderfamilie van de Pseudomyrmecinae. De wetenschappelijke naam van de soort is voor het eerst geldig gepubliceerd in 1912 door Emery.